# Domine Iesu Christe

Domine Iesu Christe (« Seigneur Jésus-Christ ») est l'antienne d'offertoire du propre de la messe pour les défunts (messe dite de Requiem ou Missa pro defunctis). Il s'agit d'une composition ecclésiastique tardive (IX-Xe siècle) qui, bien que non empruntée au texte même de la Bible, fait appel à plusieurs images bibliques. L'antienne prend la forme d'une prière qui demande que les défunts, parviennent à la lumière de la  vie éternelle, et soient libérés des peines de l'au-delà, évoquées par les métaphores de la gueule du lion (image biblique du diable), de l'obscurité, de l'abîme sombre et du tartare. Ce mot est utilisé par la seconde épître de Pierre (2 Pt 2:4) et synonyme de l'enfer.  
A la différence de beaucoup d'autres pièces de l'antiphonaire de la messe, cet offertoire a conservé (au graduel romain) une forme  responsoriale, c'est-à-dire qu'il est composé de deux versets qui se concluent chacun par le même versicule répété par le chœur ou la foule à la manière d'une antienne (Quam olim Abrahæ promisisti, et semini eius.).
Cette antienne, seul offertoire pour les défunts retenu par la réforme liturgique du concile de Trente (Missale Romanum, 1570) a été mis en musique par Giovanni Pierluigi da Palestrina, Wolfgang Amadeus Mozart et la plupart des compositeurs modernes qui ont écrit des messes de requiem.

## texte
Le texte de l'offertoire dans le Missel , : 
| latin | français |
| --- | --- |
| Domine Iesu Christe, rex gloriae, libera animas omnium fidelium defunctorum, de poenis inferni, et de profundo lacu : libera eas de ore leonis, ne absorbeat eas tartarus, ne cadant in obscurum. Sed signifer sanctus Michael repraesentet eas in lucem sanctam. Quam olim Abrahae promisisti, et semini eius. Hostias et preces tibi, Domine, laudis offerimus : tu suscipe pro animabus illis quarum hodie memoriam facimus : fac eas, Domine, de morte transire ad vitam. Quam olim Abrahae promisisti, et semini eius. | 1. Seigneur Jésus Christ, Roi de Gloire, délivrez les âmes de tous les fidèles défunts des peines de l'enfer et du gouffre profond ; délivrez les de la gueule du lion ; que l'abîme ne les engloutisse pas et qu'elles ne tombent pas dans les ténèbres. Mais que le porte-étendard saint Michel les représente dans la sainte lumière qu'autrefois vous avez promise à Abraham et à sa postérité. 2. Ces sacrifices et ces prières que nous offrons, Seigneur, à ta louange : reçois-les pour ces âmes, dont nous rappelons aujourd'hui le souvenir. Fais-les passer, Seigneur, de la mort à la vie. Qu'autrefois vous avez promise à Abraham et à sa postérité. |

Le second verset est omis par certains graduels anciens (rite cartusien, etc.). Il est indiqué comme facultatif au rite romain.